# Santang (sockenhuvudort i Kina, Jiangxi Sheng, lat 28,74, long 116,57)
Santang är en sockenhuvudort i Kina. Den ligger i provinsen Jiangxi, i den sydöstra delen av landet, omkring 67 kilometer öster om provinshuvudstaden Nanchang. Antalet invånare är 67 419. Befolkningen består av 32 167 kvinnor och 35 252 män. Barn under 15 år utgör 23,0 %, vuxna 15-64 år 68 %, och äldre över 65 år 7,0 %.
Runt Santang är det tätbefolkat, med 442 invånare per kvadratkilometer. Närmaste större samhälle är Yugan, 12,2 km öster om Santang. Trakten runt Santang består till största delen av jordbruksmark.
Genomsnittlig årsnederbörd är 2 308 millimeter. Den regnigaste månaden är juni, med i genomsnitt 395 mm nederbörd, och den torraste är oktober, med 33 mm nederbörd.